# Телішевський Тимофій Дмитрович

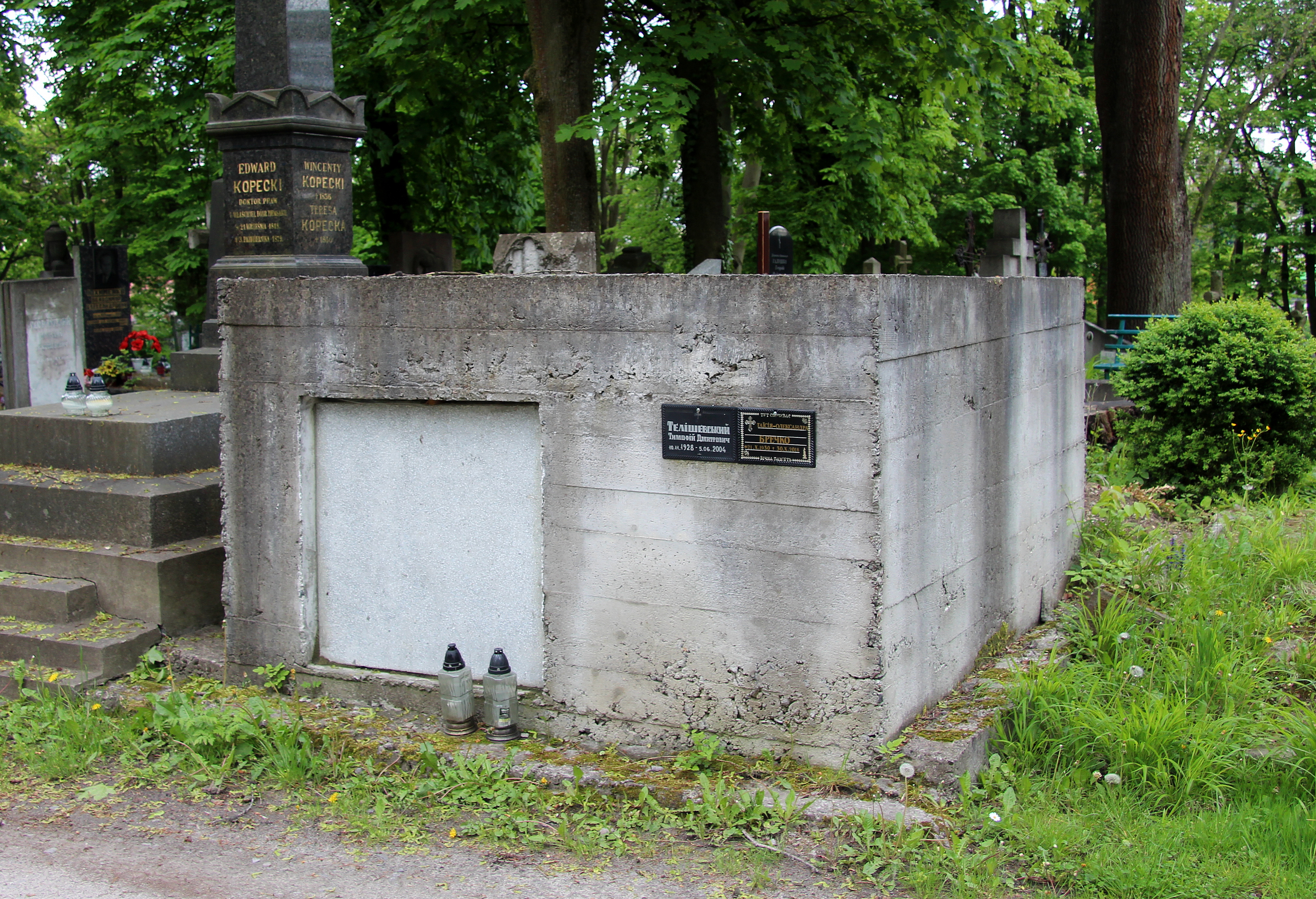

Тимофій Дмитрович Телішевський (10 листопада 1928 , Беньківці  — 5 червня 2004 , Львів ) — український радянський науковий і компартійний діяч. Голова Львівського облвиконкому, депутат Верховної Ради УРСР 8—9-го скликань. Член Президії Верховної Ради УРСР 8—9-го скликань. Кандидат у члени ЦК КПУ в 1971—1976 р. Член ЦК КПУ в 1976—1981 р. Кандидат економічних наук (1956), доцент (1960).

## Біографія
Народився 10 листопада 1928 року в селі Беньківці Станиславівського воєводства, Польща (нині Івано-Франківського району Івано-Франківської області, Україна).
З 1944 року — агроном Новострілищанського районного земельного відділу Дрогобицької області, старший агроном Дрогобицького обласного управління сільського господарства.
У 1945—1950 роках навчався у Львівському сільськогосподарському інституті, а у 1952 році закінчив аспірантуру при Львівському сільськогосподарському інституті.
У 1951—1952 роках — старший лаборант, у 1952—1955 роках — асистент, у 1955—1960 роках — старший викладач, у 1960—1962 роках — доцент кафедри економіки і організації сільського господарства, у 1962 році — проректор з навчальної роботи Львівського сільськогосподарського інституту.
Член КПРС з 1956 року.
У 1962 — січні 1963 року — завідувач відділу Львівського обласного комітету КПУ.
11 січня 1963 — 14 грудня 1964 року — 2-й секретар Львівського сільського обласного комітету КПУ.
17 грудня 1964 — 27 березня 1969 року — 1-й заступник голови виконкому Львівської обласної Ради депутатів трудящих.
З 27 березня 1969 по 18 грудня 1979 рік — голова виконавчого комітету Львівської обласної Ради депутатів трудящих.
У 1980 році — старший науковий співробітник Львівського відділення Інституту економіки АН УРСР.
У 1980—1990 роках — завідувач кафедри наукових основ управління і праці Львівського державного університету імені Івана Франка. У 1982—1992 роках — проректор з навчальної роботи Львівського державного університету імені Івана Франка. У 1992—1997 роках — доцент кафедри економічного і соціального планування Львівського державного університету імені Івана Франка.
Автор близько 80 наукових праць.
Похований на 73 полі Личаківського цвинтаря.

## Нагороди
- орден Трудового Червоного Прапора (27.08.1971)
- медалі
- Почесна грамота Президії Верховної Ради Української РСР (28.12.1977)